# Thieves Quartet
Pour plus de détails, voir Fiche technique et Distribution.
Thieves Quartet est un thriller américain écrit et réalisé par Joe Chappelle, sorti en 1993 avec Michele Cole et James Denton dans les rôles principaux.

## Synopsis
À Chicago, quatre criminels désespérés kidnappent la fille d'un homme d'affaires et découvrent que leurs plans échouent.

## Fiche technique
- Titre original : Thieves Quartet
- Réalisation : Joe Chappelle
- Scénario : Joe Chappelle
- Photographie : Greg Littlewood
- Montage : Randy Bricker
- Musique : John Zorn, Scott Taradash
- Pays d'origine : États-Unis
- Langue originale : anglais
- Format : couleur
- Genre : thriller
- Durée : 90 minutes
- Dates de sortie :  
  - États-Unis : Octobre 1993 (Chicago International Film Festival)
  - États-Unis : 24 juin 1994 (New York City)

## Distribution
- R. Lewis Blake : Charlie Blackwell
- Michele Cole : Jessica Sutter
- James Denton : Ray Higgs (as Jamie Denton)
- James 'Ike' Eichling : Mike Quinn
- Joe Guastaferro : Art Bledsoe
- Richard Henzel : Morgan Luce
- Dawn Maxey : Jill Luce
- Phillip Edward Van Lear : Jimmy Fuqua
- Edmund Wyson : FBI Agent

## Réception
Steven Gaydos de Variety écrit que le film présente des « performances de premier ordre » mais a « une intrigue routinière et chiffrée ». Stephen Holden du New York Times écrit : « Bien qu'il s'agisse d'un film de genre standard avec des connotations de film noir, il a néanmoins une conviction qui manque à bon nombre de ses précurseurs hollywoodiens.